# Heterotheca fastigiata
Heterotheca fastigiata là một loài thực vật có hoa trong họ Cúc. Loài này được (Greene) V.L.Harms mô tả khoa học đầu tiên năm 1974.